# Демократический выбор Казахстана
Демократи́ческий выбор Казахста́на (ДВК, каз. Қазақстанның демократиялық таңдауы) — общественно-политическое движение Казахстана, созданное в 2001 году бывшим министром и бизнесменом Мухтаром Аблязовым и акимом Павлодарской области Галымжаном Жакияновым. Движение заявляет своей целью «консолидацию всех здоровых сил в казахстанском обществе для проведения коренных демократических преобразований в Казахстане».

## История

### Создание
В 1998—1999 годах Мухтар Аблязов занимал должность Министра энергетики, индустрии и торговли Казахстана. Были разработаны множественные реформы: программа для диверсификации экономики страны, передача части власти регионам, введение рыночных принципов формирования тарифов и так далее. Однако со временем Назарбаев стал урезать функции Аблязова. В 1999 году Аблязов отказался от государственной службы, отметив, что методы управления режима Назарбаева делают невозможными проведение системных реформ.
В начале 2000 года Мухтар Аблязов и Галымжан Жакиянов решили создать движение, которое бы выступало за проведение реформ и стремилось изменить режим демократическими и законными методами (работа с общественностью, выборы, создание парламентской фракции и так далее). По словам Аблязова, свержение власти Назарбаева не ставилось за цель этого объединения: «Власть, которая в конечном счёте выполняет требования общества, могла бы и дальше управлять республикой, но под контролем граждан».
18 ноября 2001 группа казахских государственных и общественных деятелей, бизнесменов во главе с Мухтаром Аблязовым и Галымжаном Жакияновым заявила о создании оппозиционного движения «Демократический выбор Казахстана».
В состав учредителей новой организации вошли (список неполный):
- аким Павлодарской области Галымжан Жакиянов;
- председатель совета директоров Темир-банка Мухтар Аблязов;
- вице-премьер Ораз Джандосов;
- вице-министр обороны Жаннат Ертлесова;
- министр труда и социальной защиты Алихан Байменов;
- вице-министр финансов Кайрат Келимбетов;
- председатель правления Казкоммерцбанка Нуржан Субханбердин;
- депутаты парламента Толен Тохтасынов, Cерик Конакбаев и Булат Абилов;
- народный артист СССР Асанали Ашимов;
- председатель Агентства РК по регулированию естественных монополий, защите конкуренции и поддержке малого бизнеса Берик Имашев.

19 января 2002 года в Алматы состоялось учредительное собрание ДВК, в котором приняли участие около 1000 делегатов со всех областей. Среди них были представители различных партий, в том числе Коммунистической партии Казахстана, Республиканской партии Казахстана, движения «Поколение» и так далее. Заседание транслировалось телеканалом «Тан».
20 января 2002 года в Алматы состоялся митинг ДВК. Согласно данным начальника ГУВД Алматы, в мероприятии приняло участие не более 2 000 человек, Ораз Жандосов утверждал, что было до 5 000 митингующих.

### Давление власти
Члены оппозиционного движения были сняты с государственных должностей и подверглись уголовным преследованиям. 20 января 2002 года Галымжан Жакиянов был снят с должности акима. С государственной службы также были уволены: Ораз Джандосов, Жаннат Ертлесова, Алихан Байменов, Кайрат Келимбетов и ряд других лиц, депутатского мандата лишился Булат Абилов. Телеканалы, освещавшие деятельность ДВК, в том числе алматинский «ТАН» и павлодарский «Ирбис», были отключены от эфира. Издательства под давлением властей отказывались печатать материалы ДВК. 4 января 2002 года на Жакиянова было заведено уголовное дело по обвинению в превышении полномочий. Уголовное дело по обвинениям в злоупотреблении властью и финансовых махинациях было возбуждено в отношении Мухтара Аблязова.
27 марта 2002 года Мухтар Аблязов был арестован. Международные наблюдатели от Human Rights Watch, Amnesty International, Европейского парламента и Государственного департамента США отмечали, что судебный процесс по делу Аблязова проходил с множественными процессуальными нарушениями, недостаточностью доказательной базы и непоследовательностью в показаниях свидетелей, что могло говорить о политическом характере уголовного преследования.
Во время отбывания наказания в колонии Аблязов неоднократно подвергался избиениям и психологическому давлению. 13 мая 2003 года президент Нурсултан Назарбаев подписал указ о помиловании Мухтара Аблязова и освобождении его от дальнейшего отбывания срока наказания. Способствовали такому решению президента широкая огласка, которую получило дело Мухтара Аблязова среди международной общественности и резолюция Европарламента в его поддержку. Аблязов после своего освобождения публично заявил, что прекращает своё сотрудничество с движением и перестаёт заниматься политикой, но тайно продолжил поддерживать движение.
29 марта 2002 года была предпринята попытка задержать Галымжана Жакиянова, но он избежал ареста, укрывшись в здании, где находились посольства Франции, Великобритании и Германии. После пяти дней переговоров между посольствами трёх стран и казахстанским МИДом был подписан меморандум, в соответствии с которым Жакиянову гарантировался открытый и прозрачный суд, домашний арест на период предварительного следствия и допуск к нему дипломатических представителей Евросоюза. Но уже 10 апреля 2002 года казахские власти нарушили меморандум: Жакиянов был принудительно доставлен в Павлодар, где до начала суда 15 июля 2002 содержался в бараке предприятия «Павлодарсоль» под вооружённой охраной.
18 мая 2002 года Жакиянов перенёс сердечный приступ после двух дней продолжительных допросов следователем и 6 июня 2002 был помещен в реанимацию кардиологического отделения павлодарской больницы. Наблюдатели на процессе, среди которых были и иностранные дипломаты, отмечали, что суд проходил с многочисленными и серьёзными нарушениями. С целью получения показаний против Галымжана Жакиянова к свидетелям применялись пытки.
2 августа 2002 года Галымжан Жакиянов был осуждён на 7 лет лишения свободы за «превышение власти и должностных полномочий». Европейский парламент назвал обвинительный приговор политически мотивированным. Международные организации Amnesty International и Human Rights Watch признали Жакиянова политическим заключенным. 14 декабря 2005 года он был освобождён условно-досрочно. В последующем Галымжан Жакиянов уехал из Казахстана и перестал заниматься политической деятельностью.

### Запрет движения
Под давлением казахстанских властей с целью предотвратить деятельность ДВК среди её лидеров возникли разногласия по поводу последующего пути развития объединения. 29 января 2002 года члены «умеренного крыла» ДВК во главе с Алиханом Байменовым заявили о намерении создать политическую партию — «Ак Жол» (каз. — светлый путь). Кроме Байменова в руководство партии вошли Ораз Джандосов (председатель совета Ассоциации финансистов РК), Даулет Сембаев (глава Ассоциации финансистов РК) и другие политики, занимавшие ранее высокие государственные посты. Партия «Ак Жол» была зарегистрирована 3 апреля 2002 года. Впоследствии данная партия также пережила раскол, а новая партия «Настоящий Акжол», в которую вошли Алтынбек Сарсенбаев, Тулеген Жукеев, Ораз Джандосов и Булат Абилов, так и не была зарегистрирована.
11 декабря 2004 года состоялся второй съезд ДВК, на котором председателем партии был избран отбывающий на тот момент заключение Галымжан Жакиянов. На съезде были приняты обращения к президенту Назарбаеву о ситуации с Жакияновым, политическое заявление партии о непризнании избранной власти легитимной, так как недавно прошедшие парламентские выборы были проведены недемократично. Партия призвала общество к акциям гражданского неповиновения.
Прокуратура города Алматы обвинила НП «ДВК» в том, что её цели направлены на дезорганизацию деятельности государственных органов и нарушают Конституцию РК и Закон «О политических партиях» и подала заявление о ликвидации юридического лица НП «ДВК». 6 января 2005 года Специализированный экономический суд города Алматы вынес решение о закрытии НП «ДВК» по обвинению в «политическом экстремизме» и «разжигании социальной вражды и розни».
29 апреля 2005 года членами ликвидированной НП «ДВК» было сделано заявление о создании в Казахстане новой партии демократического толка «Алга!», которая должна была стать правопреемницей «Демократического выбора Казахстана». За время своего существования с 2005 по 2012 год партия не была зарегистрирована, хотя и предпринимала для этого все необходимые шаги. Партия несколько раз передавала в Министерство юстиции РК документы на регистрацию вместе с подписями членов партии (в разное время их было от 40 до 65 тыс.), однако в министерстве под разными предлогами отказывались её регистрировать.
21 декабря 2012 года Алмалинский районный суд удовлетворил иск прокуратуры и признал партию «Алга!» экстремистской, деятельность партии была запрещена на территории Казахстана. Её лидер Владимир Козлов приговорён к 7,5 годам тюрьмы с конфискацией имущества по обвинениям в «возбуждении социальной розни», «призывах к свержению конституционного строя» и «создании и руководстве преступной организацией». Международные правозащитные организации и правительства демократических государств признали Владимира Козлова политическим заключённым. С острой критикой обвинительного приговора Владимиру Козлову к властям Казахстана обратились: Европейский парламент, Государственный департамент США, Amnesty International, Freedom House, Civic Solidarity, Норвежский Хельсинкский комитет, Верховный представитель Европейского союза по иностранным делам и политике безопасности Кэтрин Эштон.

### Перезапуск
После освобождения в 2003 году Мухтар Аблязов сконцентрировался на работе в банке «Банк Туран Алем», позже переименованном в БТА банк. При Аблязове банк выиграл множество международных наград и назывался лучшим банком в СНГ и восточной Европе. В 2009 году Аблязов был обвинён в хищении финансовых средств БТА банка, общий ущерб был оценён как минимум в 6 000 000 000 долларов. Банкир назвал обвинения политически мотивированными и покинул страну. Аблязов подвергся уголовному преследованию в России, Казахстане и Украине, но запросы на экстрадицию были поданы только от России и Украины, так как у Казахстана нет соответствующего соглашения с Францией. Аблязова задержали во Франции в июле 2013 года. 9 декабря 2016 года Государственный совет Франции отклонил постановление об экстрадиции Мухтара Аблязова в Россию, признав действия России, Казахстана и Украины, политическим преследованием.
В апреле 2017 года Мухтар Аблязов объявил о перезапуске движения «Демократический выбор Казахстана».
В июне 2017 года бизнесмен Муратхан Токмади был арестован по обвинению в вымогательстве в 2005 году с целью получения имущества в крупном размере, а в ноябре в эфире телеканала КТК, а затем и в суде Токмади признал, что в 2004 году убил председателя правления «Банка Туран Алем» Ержана Татишева, выполняя заказ Аблязова. Жена Токмади заявила о пытках мужа. Ранее считалось, что Татишев погиб на охоте в результате несчастного случая. 27 февраля 2022 года Муратхан Токмади написал письмо президенту Казахстана с призывом пересмотреть дело. Он указал, что следователи комитета нацбезопасности оказывали на него давление, вынуждая подписать соглашение о признании вины.

### Признание движения экстремистским
13 марта 2018 года решением Есильского районного суда города Астаны ДВК признано экстремистской организацией.
Генеральная прокуратура в своём пресс-релизе назвала деятельность ДВК экстремистской, потому как ДВК «разжигает социальную вражду и рознь. Преступной целью руководителя „ДВК“ М. Аблязова и его активистов, несмотря на неоднократные утверждения о мирных акциях протеста, является свержение и захват власти» ссылаясь на закон о противодействии экстремизму. Данный закон запрещает насильственный захват власти, о котором не было сказано в пресс-релизе.
Судом деятельность «ДВК» признана экстремистской и запрещена на всей территории Республики Казахстан, в том числе путём распространения информационных материалов и использования средств массовой информации, сетей телекоммуникаций, социальных сетей, мессенджеров и видеохостингов.
Таким образом запрещены участие и финансирование деятельности ДВК. Под участием понимается агитация и пропаганда идей ДВК, изготовление, выпуск, тиражирование и распространение любыми средствами публикаций, листовок, постов, комментариев и иных информационных материалов ДВК. Кроме того, участием будут считаться организация и проведение митингов, демонстраций, публичных акций и других массовых мероприятий в поддержку ДВК и его руководителя Аблязова. Под финансированием понимается предоставление и сбор денег или иного имущества, дарение, мена, пожертвование, спонсорская и благотворительная помощь, оказание информационных и иного рода услуг Аблязову и ДВК.

## Программа
Реформы в политической сфере:
- Ликвидация должности Президента;
- Установления в Казахстане парламентской республики с однопалатным парламентом и всеобщими прямыми выборами. Парламент назначает премьер-министра и правительство;
- Независимость судебной системы, реформа правоохранительных органов и прокуратуры;
- Защита прав человека и освобождение политических заключенных. Отмена политически мотивированных статей и общая гуманизация Уголовного кодекса РК;
- Свобода создания объединений, профсоюзов и партий;
- Свобода мирных собраний, демонстраций, митингов, забастовок;
- Свобода слова, запрета цензуры. Демонополизация СМИ;
- Проведение реформы децентрализации. Развитие местного самоуправления. Расширение прав и полномочий депутатов маслихатов. Выборность акимов всех уровней;
- Формирование независимой и прозрачной избирательной системы.

Реформы в социально-экономической сфере:
- Борьба с коррупцией на всех уровнях власти;
- Контроль за использованием средств Национального, Пенсионного и других фондов, природных ресурсов. Прозрачность деятельности компаний в нефтяной и горно-металлургической отраслях;
- Значительное увеличение зарплаты учителям, врачам, служащим, а также пенсий и пособий (детских пособий, по инвалидности, по безработице и т. д.);
- Усиление защиты трудовых прав и свобод. Увеличение заработной платы в добывающих, перерабатывающих и других отраслях, исходя из стандартов стран-лидеров мировой экономики;
- Запрет на приватизацию государственной земли;
- Выделение государством всем гражданам 10 соток земли и долгосрочных кредитов сроком на 20 лет для строительства жилья. Предоставление государственных инвестиций для строительства необходимой инфраструктуры на этих землях;
- Поэтапное увеличение минимальной заработной платы до европейских стандартов;
- Создание новой государственной программы занятости для безработных;
- Уменьшение налогового бремени и ликвидация бюрократических препятствий для развития малого и среднего бизнеса[12].
- Полная кредитная амнистия.
- Выплата пособий многодетным матерям.

## Акции и митинги ДВК
20 апреля 2017 года Аблязов объявил о воссоздании движения QDT. Партия утверждала, что набрала более 80 000 членов из социальных сетей. Он периодически проводит акции протеста по всему Казахстану, на которые власти пытались подавить. Некоторые казахстанские протесты 2019 года приписывают вдохновению ДВК. Во время президентских выборов 2019 года в Казахстане около 5000 демонстрантов, журналистов и активистов были задержаны полицией. Это событие стало первым случаем, когда Казахстан столкнулся с протестами во время выборов. Движение также поддерживает антикитайские протесты, вспыхнувшие в августе 2019 года. 5 января 2022 года лидер Мухтар Аблязов призвал граждан протестовать против режима Назарбаева, что привело к массовым протестам по всей стране.